# Доктрина Трумена
Доктри́на Тру́мена (англ. Truman Doctrine) — зовнішньополітична програма, висунута президентом США Гаррі Труменом після Другої світової війни. Публічно озвучена 12 березня 1947 року. Основою доктрини була політика «стримування» СРСР у всьому світі.

## Історія
У розробці доктрини брали участь Джордж Кеннан, Аллен Даллес, Лой Гендерсон, Дін Ачесон та інші.
«Доктрина Трумена» була спрямована на обмеження комуністичних режимів, які посилилися після Другої світової війни 1939—1945 років, ведення безперервного тиску на СРСР та інших країн соціалістичного блоку, підтримка антикомуністичних сил та режимів. Поклала початок наданню широкої військової допомоги іншим країнам, що супроводжувалося створенням мережі військових баз на їх територіях.
Передбачала виділення в 1947/1948 фінансовому році 400 млн дол. США для надання допомоги Греції та Туреччині (Греції — 300 млн, Туреччині — 100 млн) під приводом комуністичної загрози з боку СРСР. Угоди з Грецією і Туреччиною було підписано відповідно 20 червня і 12 липня 1947 року.
Греції, де відбувалася громадянська війна, що підживлювалася радянським керівництвом з військових баз у Болгарії та Югославії, і де комуністи, заохочувані Йосипом Сталіним, рвалися до влади, США надали допомогу обсягом 300 млн дол. Це дало змогу їм подолати кризу.
У тому ж 1947 році оприлюднений ще масштабніший план оздоровлення Європи — план Маршалла.

## Основні події
- 1946

У лютому Трумен у посланні до Конгресу розгорнув широку програму з «порятунку Європи від радянської експансії».
5 березня Вінстон Черчилль у присутності президента США Г. Трумена виступив у м. Фултон (штат Міссурі, США) з промовою, у якій містився заклик до створення військово-політичного союзу Великої Британії та США, спрямованого проти СРСР.
- 1947 — загострення Палестинського питання.
- 1948  — Резолюція Ванденберга.
- 1949 — вихід США з післявоєнної економічної рецесії, створення блоку НАТО і розпал масового будівництва американських авіаційних баз у союзних США країнах.

4 квітня — підписання Північноатлантичного договору.
- 1950  — початок післявоєнної мілітаризації економіки США.

25 червня — початок конфлікту між Північною Кореєю та Південною Кореєю, Корейська війна 1950—1953 років. У США було оголошено воєнний стан і залучено до збройних сил мільйон резервістів.

## Історичний контекст
Широко відомий вислів Гаррі Трумена:
Якщо ми побачимо, що виграє Німеччина, то нам слід допомагати Росії, а якщо вигравати буде Росія, то нам слід допомагати Німеччині, і, таким чином, нехай вони вбивають якомога більше, хоча мені не хочеться ні за яких обставин бачити Гітлера в переможцях. («New York Times», 24.06.1941).
Америка не боялася військової загрози з боку СРСР. Загрозою була втрата потенційних ринків для набравшої темпи за війну американської промисловості: насамперед — ринку європейського, а за ним — і ринків у периферійних країнах, що звільняються від колоніальної залежності.

## Текст промови
Серйозність ситуації, що склалася сьогодні в світі, вимагає мого виступу перед об'єднаною сесією Конгресу. Зовнішня політика та національна безпека нашої країни знаходяться під загрозою. Один аспект існуючої ситуації, яку я представляю Вам зараз для вашого розгляду і винесення рішення, стосується Греції і Туреччини. Сполучені Штати отримали від грецького Уряду прохання про фінансову і економічну допомогу. Попередні повідомлення від американської економічної місії в Греції і повідомлення від американського посла в цій країні, підтверджують твердження грецького Уряду, що допомога вкрай необхідна, щоб Греція могла залишитися вільною країною…
…Немає ідеальних урядів. Одне з головних достоїнств демократії, проте, полягає в тому, що її вади завжди знаходяться на виду, і при демократичних процесах вони можуть бути виправлені. Уряд Греції не ідеальний. Однак він являє вісімдесят п'ять відсотків членів грецького Парламенту, які були обрані на виборах в минулому році. Іноземні спостерігачі, включаючи 692 американських, зійшлися на думці, що ці вибори були справедливими виразом волевиявлення народу Греції.
Грецький Уряд працював в атмосфері хаосу та екстремізму. Він робив помилки. Надання допомоги цій країні не означає, що Сполучені Штати потурають всьому, що грецький Уряд зробив або зробить. Ми засудили в минулому, і ми засуджуємо тепер, будь-які екстремістські заходи щодо інакомислячих і закликаємо до більшої терпимості.
Сусід Греції, Туреччина, також заслуговує на нашу увагу. Майбутнє Туреччини, як незалежної і економічно значущою країни, не менш важливо для демократичного світу, ніж майбутнє Греції. Ситуація, в якій Туреччина опинилася сьогодні, значно відрізняються від ситуації в Греції. Туреччину обійшли стороною ті лиха, які були в сусідній країні. І протягом війни, Сполучені Штати і Велика Британія надавали Туреччині матеріальну допомогу.
Однак зараз Туреччина потребує нашої підтримки, щоб здійснити необхідну модернізацію для збереження її територіальної цілісності.
Британський уряд повідомив нам, що, внаслідок його власних труднощів, він не може надавати фінансову і економічну допомогу Туреччині. Як і у випадку з Грецією, ми є єдиною країною, здатною надати цю допомогу. Одна з головних цілей зовнішньої політики Сполучених Штатів — створення необхідних умов, в яких ми і інші народи світу будемо в змозі захистити спосіб життя людей, вільний від будь-якого примусу. Це було вирішальною причиною війни з Німеччиною і Японією. Наша перемога була здобута над країнами, які прагнули нав'язати свою волю і свій спосіб життя іншим націям.
Щоб гарантувати мирний розвиток народів, вільних від примусу, Сполучені Штати взяли участь у створенні Організації Об'єднаних Націй. Організація Об'єднаних Націй була створена з метою забезпечення свободи і незалежності всіх її членів. Ми повинні підтримувати вільні нації, їх демократичні установи та їх національну цілісність проти агресивних намірів з боку тоталітарних режимів, які підривають мир у всьому світі шляхом прямої або непрямої агресії, і, отже, і безпеку Сполучених Штатів.
Народам багатьох країн світу недавно нав'язали тоталітарні режими проти їхнього бажання. Уряд Сполучених Штатів робив часті протести проти політики примусу і залякування, в порушення Ялтинських угод, в Польщі, Румунії, і Болгарії. Я повинен також заявити, що в багатьох інших країнах відбувалися подібні події.
На даний момент майже кожна нація в світі повинна вибирати між альтернативними способами життя. Вибір занадто часто далеко не вільний. Один спосіб життя заснований на волі більшості і відрізняється вільними демократичними установами, вільними виборами, гарантіями свободи особистості, свободи слова та релігії, і свободи від політичного утиску. Другий спосіб життя заснований на волі меншості, насильно нав'язуваний більшості. Він відрізняється терором і утиском, керованої пресою і придушенням особистих свобод.
Я вважаю, що Сполучені Штати повинні підтримувати вільні народи, які чинять опір агресії збройного меншості або зовнішньому тиску. Я вважаю, що ми повинні допомогти у звільненні народів, щоб вони самі могли вирішувати свою власну долю. Я вважаю, що наша допомога повинна бути перш за все економічної і фінансової, яка призведе до економічної стабільності і таким чином зробить свій вплив на політичні процеси.
Світ не стоїть на місці і статус-кво не непорушний. Але ми не можемо дозволити зміни в рівновазі сил в порушення Статуту Організації Об'єднаних Націй такими методами, як примус або агресія.
Потрібно подивитися на карту, щоб зрозуміти, що виживання і цілісність грецької нації мають серйозне значення в набагато більш широкій перспективі. Якби Греція підпала під контроль збройної меншини, цей ефект міг би поширитися на її сусіда, Туреччину. Безлад і анархія могли б поширитися по всьому Близькому Сходу. Крім того, зникнення Греції як незалежної держави зробило б великий вплив на вільні країни Європи, які відновлюються після війни. Це буде справжньою трагедією, якщо ці країни, які так довго боролися за свою свободу, втратили б її. Крах вільних установ і втрата незалежності був би катастрофічний не лише для них, але і для всього світу. Якщо ми опинимося не в змозі допомогти Греції і Туреччині в цей фатальний час, то це матиме далекосяжні наслідки як для Заходу, так і для Сходу.
Ми повинні зробити безпосередні і рішучі дії. Тому я прошу, щоб Конгрес надав для допомоги Греції і Туреччини 400 мільйонів доларів протягом періоду, до 30 червня 1948. На додаток до грошей, я прошу, щоб Конгрес дозволив відправлення американського цивільного і військового персоналу в Грецію і Туреччину на прохання цих країн, щоб допомогти в задачах державної модернізації і заради спостереження за використанням фінансової та матеріальної допомоги.
Сполучені Штати вклали 341 мільярд доларів в перемогу у Другій світовій війні. Це — інвестиції в світову свободу і мир у всьому світі. Допомога, яку я прошу для Греції і Туреччини, становить трохи більше ніж одну десяту частину відсотка цих інвестицій. Це — тільки здоровий глузд, що ми повинні зберегти свої інвестиції і упевнитися, що все це не було марним. Насіння тоталітарних режимів поширюються і ростуть в злій ґрунті бідності і боротьби. Вони досягають свого повного зростання, коли надія людей на краще життя померла.
Ми повинні підтримати цю надію.
Вільні народи світу звертаються до нас з проханням про підтримку їх волі. Якщо ми сумніваємося в нашому лідерстві, ми можемо поставити під загрозу мир у всьому світі. І, звичайно, ми піддамо небезпеки добробут нашої нації.
Велика відповідальність покладена на нас останніми подіями.
І я впевнений, що Конгрес не відмовиться від цієї відповідальності.